# Коваленко, Пётр Иванович (мелиоратор)
Петр Иванович Коваленко  (род. 5 января 1939, Пальмира) — советский мелиоратор, доктор технических наук, профессор, академик Украинской академии аграрных наук, член Российской академии сельскохозяйственных наук и Итальянской аграрной академии Georgofili, заслуженный деятель науки и техники, лауреат Государственной премии Украины в области науки и техники (1998).

## Биография
В 1962 г. окончил Институт инженеров водного хозяйства (ныне — Национальный университет водного хозяйства и природопользования), аспирантуру в Киевском инженерно-строительном институте. В течение 1962—1974 гг. — старший инженер, руководитель группы, заведующий отделом, заместитель главного инженера института Укрдипроводхоза Министерства мелиорации и водного хозяйства УССР. В 1974 г. назначен директором УкрНИИГиМ (ныне Института гидротехники и мелиорации).
В течение 1966—1970 гг. учился в аспирантуре (заочное отделение) Киевского инженерно-строительного института под руководством профессора. В. Смысловая. В 1970 г. в Украинском институте инженеров водного хозяйства защитил кандидатскую диссертацию на тему: «Исследование устройств для автоматического регулирования уровней воды в каналах оросительных систем», а в 1975 г. в Московском гидромелиоративном институте — докторскую диссертацию на тему: «Принципы проектирования и методы расчетов межхозяйственной автоматизированной мелиоративной сети равнинных территорий».
П. И. Коваленко опубликовано более 400 научных трудов, 14 книг, в том числе 1 учебник. Его разработки защищены 24 авторскими свидетельствами и патентами. По научной редакцией учёного опубликовано 56 научных сборников, книг и научных трудов по вопросам гидротехники и мелиорации земель, водного хозяйства, технологии строительства и эксплуатации гидромелиоративных систем. В 1982 году присвоено учёное звание профессора.
Создал научную школу, под его руководством защищено около 50 докторских и 380 кандидатских диссертаций. Достижения академика П. И. Коваленко получили высокую государственную оценку. Лауреат Государственной премии Украины в области науки и техники (1998), лауреат Премии Украинской академии аграрных наук «За выдающиеся достижения в аграрной науке», ему присвоено почетное звание заслуженного деятеля науки и техники Украины, награждён орденами «Знак Почета» и «За заслуги» III и II степеней, многими медалями.
Автор фундаментальных и прикладных работ с управления технологическими процессами на гидромелиоративных системах, создание совершенных конструкций водохозяйственных комплексов и систем автоматизированного управления ими.
Вице-президент Международной комиссии по ирригации и дренажу МКІД, Международной ассоциации гидравлических исследований, председатель Украинского национального комитета МКІД, председатель Общества мелиораторов и водохозяйственников Украины, заместитель главного редактора журнала «Вестник аграрной науки», реферативного журнала «Агропромышленный комплекс Украины», ответственный редактор межведомственного научного сборника «Мелиорация и водное хозяйство».